# Utetheisa dilutior
Utetheisa dilutior là một loài bướm đêm thuộc phân họ Arctiinae, họ Erebidae.